# Аксайский мост
Акса́йский мост — автомобильный мост через реку Дон в Ростове-на-Дону. Общая длина 580 м. В 1964 году на 1062 км магистрали М4 «Дон», построен двухполосный мост, рассчитанный на прохождение до 7 тысяч автомобилей в сутки с нагрузкой до 6 тонн на ось. В 1995 в дополнение к старому построен новый трехполосный переезд. В настоящее время по мосту, ежесуточно проходят до 30 тысяч машин с нагрузкой до 8 тонн на ось.
Мост пересекает Дон в 60 км от его устья.

## Название
Мост получил название по городу Аксаю, близ которого он находится. Город Аксай в свою очередь получил название по реке Аксай, правому притоку Дона. Название же реки связывают с легендами о живой и мёртвой воде (тюрк. Сай — «сухое русло, овраг, ручей в овраге, река»), Ак сай — «белый сай», «живой сай».

## Реконструкция и капитальный ремонт
Не позднее сентября 2014 года должна быть завершена реконструкция 2-полосной части Аксайского мостового перехода через Дон.
Цена контракта составила 2,94 млрд рублей. Проект реконструкции предусматривает полную разборку существующего правого Аксайского моста и возведение на его месте современного мостового перехода. В соответствии с проектной документацией, строительная длина нового мостового перехода составит 1 227,7 м, длина моста — 567,11 м, число полос — три в одном направлении. Вновь построенный переход открылся 1 ноября 2014 г.. Капитальный ремонт левой (более новой) половины моста начался 25.02.2015 г. (по факту), мост сдан после капитального ремонта 1.07.2015 г. Однако участок трассы от ТЦ МЕГА Ростов-на-Дону до моста с подъездными путями к нему (с северной стороны) остается в плохом состоянии.